# 天才ピアニスト
天才ピアニスト（てんさいピアニスト）は、吉本興業（大阪本社）所属のお笑いコンビ。女芸人No.1決定戦 THE W 6代目女王。よしもと漫才劇場所属。略称は、天ピ。

## メンバー
竹内 知咲（たけうち ちさき、1992年〈平成4年〉1月28日 - ）（33歳）
ツッコミ・ネタ作り担当。立ち位置は向かって左。
- 京都府京都市出身。京都市立西京高等学校、京都府立大学生命環境学部卒業。
- 身長158 cm、体重51 kg（2021年4月時点）。
- 両親は共に理科の教師。
- 弟がいる。
- 大学卒業からNSC入学までの一年間はフリーターであった。その間は理科（生物）の非常勤講師として母校西京高校に勤めたほか、アナウンサー養成スクールに通ったりカフェのアルバイトを行うなどした。
- 選挙カーのウグイス嬢、結婚式場のアルバイト、八百屋や農業の仕事もしていたことがある。

ますみ（1987年〈昭和62年〉4月28日 - ）（38歳）
ボケ担当。立ち位置は向かって右。
- 本名および旧芸名：清水 麻清（しみず ますみ）。2018年2月7日に現芸名に改名。
- 奈良県大和高田市出身。大阪夕陽丘学園高等学校（旧・大阪女子学園高等学校）、奈良県病院協会看護専門学校卒業。
- 身長158 cm、体重77 kg（2025年1月時点）。
- 父は英語講師。母は高知県出身。
- 6歳上の姉がいる。姉はヨガのインストラクター。
- 芸人となる前は天理市内の総合病院にて看護師として消化器外科、脳神経外科に計6年間勤めた。プロの芸人としてデビューした後も籍は残し、2019年まで非正規で勤務した。
- 浜田順平（カベポスター）とは生年月日が全く一緒である。

## 略歴
- 2016年5月、NSC大阪校38期どうしで結成[15]。
- コンビ名は、覚えてもらえるよう知っている単語を組み合わせて決定した。他の候補には「年上パイロット」などがあったほか、ますみの父からは「天才アルマジロ」を推されていた[16]。
- 『オールザッツ漫才2018』『博士と助手〜細かすぎて伝わらないモノマネ選手権〜』でますみが上沼恵美子のものまねをするネタで注目され[17]、テレビ出演の機会が増える[18][19]。
- 2021年、『女芸人No.1決定戦 THE W』で初の決勝進出。1stステージではAマッソに競り負けるも、国民投票枠でファイナルステージに進出。ファイナルステージではオダウエダに敗れ、準優勝。
- 2022年、『NHK上方漫才コンテスト』（NHK大阪・関西2府4県）で優勝。デビュー6年にして賞レース初タイトルを獲得、女性コンビとしては1986年の非常階段以来36年ぶりの優勝となった[20]。
- 同年12月10日、『THE W』で2年連続2度目の決勝進出。ファイナルステージに進出し、最終決戦では紅しょうが・ヨネダ2000を4票獲得で撃破し、優勝[2]。
- 2023年3月、第12回ytv漫才新人賞で決定戦に進出するも、竹内の体調不良により棄権。後に、竹内が急性虫垂炎で入院、手術を行っていたことを自身のTwitterで報告した[21]。
- 2023年8月1日、よしもと漫才劇場の極メンバー（芸歴8年目以上）に昇格。同月5日に行われた極メンバー総出演のグランドバトル（8月度）に初出場。結果は第3部を1位で制し、総合優勝。極メンバー昇格からわずか4日で快挙を成し遂げた[22]。
- 同年10月、『第12回関西演芸しゃべくり話芸大賞』にて優勝。
- 同年11月、『令和5年度 NHK新人お笑い大賞』にて大賞を受賞。NHKの上方漫才コンテストと新人お笑い大賞の二冠達成をしたのはアキナ以来2組目の快挙である。

## エピソード

### コンビ
- 家が近かった[23]ことや互いに同性であったこと[24]、またNSC在学当時は竹内、ますみ共にネタ作成者かつツッコミであった[23][24]ということもあり、コンビ結成前からしょっちゅう飲みに行くなど仲はよかった[23]。NSC在学中は互いに解散を繰り返す[23]も、当時は両者がネタ作成者かつツッコミを担当していたことから、コンビ結成は考えなかった[23]。その後、竹内がますみのピン芸を見て「ますみはボケの方が合っている」と感じた[24]ことや、元々ますみが竹内の作成するネタを評価していた[24]ことからコンビを結成した。
- 上沼恵美子のものまねを始めたきっかけは、コントにおいて大御所女優を演じるますみが派手なメイクをした際に、他の芸人から「めっちゃ上沼さんに似てる」と言われたことから[9]。上沼のものまねについては本人に直接会った時、まねされて「すごくうれしい」と言われたため“公認”であると自称している[25]。
- コンビ名に反し二人とも楽器は演奏できない[16]ことから、営業先で客から「ピアノ弾かんかい!」などとツッコまれることもあった[5]。

### 竹内知咲
- 特技は『古畑任三郎』の冒頭の古畑の一人語りのセリフを聞いて、その回の犯人を当てること[26]。特技を活かし、『古畑任三郎』に関するクイズ配信も行う。
- Mr.Childrenのファンであり、好きな顔のタイプは桜井和寿。
- サイドを刈り上げたショートヘアスタイルが特徴であり、本人もそれに関連したあるあるネタを行う[27][28]。
- 京都市立西京高等学校附属中学校の1期生[29]。中高ではバスケットボール部所属。
- 高校1学年時に2か月間不登校となった時期がある[30]。そのため高校の修学旅行には参加していない[30]。
- 大学ではホウレンソウの栽培や農業の研究を行った[5]。鶏を屠殺し捌く実習なども行った[31]。
- フリーターとなった理由は、大学在学中にやりたいことが見つからなかったから[23]。フリーターとなる前から「しゃべる仕事がもともと好き[5]」かつ「しゃべるのがうまくないとあかん[23]」という思いはあり、フリーター中は教師や結婚式場のMCのアルバイトなどに従事した。
- NSCへ入学した理由は、教師や結婚式場のバイトなどの「言うことが決まっている」業務に従事する中で「自由にしゃべる仕事がしたい」と思ったから[23]。また、教師として働いていた際に生徒が話を聞いてくれず、「NSCに行けば話術を上達させられるかもしれない[23]」「NSCに在学した経験を持てば生徒を惹きつけられるかもしれない[5]」と考えたことも理由の一つである。
- NSCへの入学もやりたいこと探し[32]や話術磨きの一環であり[24]、入学時点で進路は定めていなかった。本格的に芸人を目指したのは、NSCでのトークの授業で1位を獲得したことがきっかけである[24]。

### ますみ
- 幼少期から食欲旺盛であり、「食べる量が多かったために、3歳でありながら飲食店で小児料金が適用されなかった[33]」「5歳時点で体重が30 kgであった[33]」などのエピソードを持つ。
- 小学校2学年と4学年時に疾病によりそれぞれ3か月間入院した[29]。
- 小学生時（4・5・6学年）に加護亜依とクラスメイトだった。青山テルマとは同じ書道教室に通っていた幼友達[34][35]である。
- 中学ではソフトテニス部に所属。高校では生徒会に所属し副生徒会長を務めた[36][37]。
- 初恋相手は高校の時の世界史の男性教師[38]。その後、十数年ぶりに初恋相手と再会し、その場には竹内も同席していた[39]。
- 中学生時から芸人への夢と看護師への夢を持っていた[40]。高校卒業後は看護師として働くも、芸人の夢を諦められず27歳でNSCに入学した[40]。
- NSC在学中にコンビ「頂ハイボール」を結成し、歌ネタ王決定戦やM-1グランプリに出場した[41][42]。

## 芸風
- コントと漫才の両方を演じる。
- ネタ作りは竹内が担当している[9]。女性であることを武器にしたネタ（例えば、コンパやデートをテーマとしたネタ）を作ることには弱く、自分たちがおもしろいと思うネタを行っている[23]。
- 漫才や平場では、ボケに対して「いや、○○やねぇ〜」というフレーズで竹内がツッコむことが特徴（例：「おばさんのピースの位置やねぇ～」、「いや、泣き方プテラノドンやねぇ～」など）。
- ますみによる上沼恵美子のものまねがコンビを代表するネタのひとつ。ますみの他のものまねレパートリーには小川菜摘がある[43]。
- ますみの看護師経験を活かし、公式YouTubeチャンネルで「天才ピアニストの看護師あるある」のネタ等を配信する[44]ほか、医療に関係するネタの単独ライブも開催する。

## 出囃子
- 原田千栄『GHOST SWEEPER』（アニメ『GS美神』のオープニングテーマ）

## 受賞歴
- 2022年 - 第52回NHK上方漫才コンテスト 優勝
- 2022年 - 第6回女芸人No.1決定戦 THE W 優勝
- 2023年 - 第8回上方漫才協会大賞 大賞
- 2023年 - 第12回関西演芸しゃべくり話芸大賞 優勝
- 2023年 - 第10回NHK新人お笑い大賞 大賞
- 2024年 - 第59回上方漫才大賞 新人賞
- 2024年 - 令和6年度咲くやこの花賞 大衆芸能部門 受賞[45]

## 賞レース成績

### M-1グランプリ
| 年（回）         | 結果         | エントリー No. | 会場                           | 日時     |
| ---------------- | ------------ | -------------- | ------------------------------ | -------- |
| 2016年（第12回） | 3回戦進出    | 1266           | よしもと祇園花月               | 10月20日 |
| 2017年（第13回） | 2回戦進出    | 852            | YES THEATER                    | 10月10日 |
| 2018年（第14回） | 3回戦進出    | 365            | よしもと漫才劇場               | 10月22日 |
| 2019年（第15回） | 準々決勝進出 | 50             | なんばグランド花月             | 11月18日 |
| 2020年（第16回） | 2回戦進出    | 1750           | COOL JAPAN PARK OSAKA SSホール | 10月29日 |
| 2021年（第17回） | 3回戦進出    | 2538           | よしもと漫才劇場               | 10月26日 |
| 2022年（第18回） | 準々決勝進出 | 1466           | なんばグランド花月             | 11月15日 |
| 2023年（第19回） | 準々決勝進出 | 74             | なんばグランド花月             | 11月20日 |
| 2024年（第20回） | 準々決勝進出 | 52             | なんばグランド花月             | 11月20日 |

### キングオブコント
| 年度   | 結果         | 会場                                | 日時          |
| ------ | ------------ | ----------------------------------- | ------------- |
| 2016年 | 1回戦敗退    | 大丸心斎橋劇場                      | 7月26日       |
| 2017年 | 1回戦敗退    | 朝日劇場                            | 8月1日        |
| 2018年 | 1回戦敗退    | 朝日劇場                            | 7月27日       |
| 2019年 | 準々決勝進出 | YES THEATER                         | 8月16日       |
| 2020年 | 準々決勝進出 | YES THEATER                         | 8月18日       |
| 2021年 | 2回戦進出    | 朝日生命ホール                      | 7月27日       |
| 2022年 | 準々決勝進出 | よしもと漫才劇場                    | 8月18日       |
| 2023年 | 準決勝進出   | めぐろパーシモンホール 大ホール     | 9月20日・21日 |
| 2024年 | 準々決勝進出 | 文化総合センター大和田 さくらホール | 8月15日       |

### 女芸人No.1決定戦 THE W
| 年度（回）      | 結果       | 会場                    | 備考                                         |
| --------------- | ---------- | ----------------------- | -------------------------------------------- |
| 2017年（第1回） | 1回戦敗退  | 道頓堀ZAZA HOUSE        |                                              |
| 2018年（第2回） | 準決勝進出 | 新宿ルミネ the よしもと |                                              |
| 2019年（第3回） | 2回戦進出  | 道頓堀ZAZA HOUSE        |                                              |
| 2020年（第4回） | 準決勝進出 | 新宿ルミネ the よしもと | リザーバー                                   |
| 2021年（第5回） | 準優勝     | 日本テレビ              | 決勝キャッチフレーズ「縦横無尽のキャラ劇場」 |
| 2022年（第6回） | 優勝       | 日本テレビ              | 決勝キャッチフレーズ「七色のキャラ劇場」     |

### ytv漫才新人賞
| 回（年）              | 結果       | 備考                                     |
| --------------------- | ---------- | ---------------------------------------- |
| 第12回（2022 - 23年） | 決定戦棄権 | ROUND3 2位通過、竹内の体調不良により棄権 |
| 第13回（2023 - 24年） | 選考会敗退 | ROUND1 8位、ROUND2 12位、ROUND3 5位      |
| 第14回（2024 - 25年） | 選考会敗退 | ROUND1 4位、ROUND3 5位                   |

### ABCお笑いグランプリ
| 年度（回）       | 結果     | 備考                                         |
| ---------------- | -------- | -------------------------------------------- |
| 2022年（第43回） | 決勝進出 | 決勝キャッチコピー「変幻自在コメディエンヌ」 |
| 2023年（第44回） | 決勝進出 | 決勝キャッチコピー「女王のチャレンジ」       |
| 2024年（第45回） | 決勝進出 |                                              |

### その他
- 2019年 R-1ぐらんぷり 準々決勝進出（ますみ）[65] 3回戦進出（竹内）[66]
- 2019年 第7回 歌ネタ王決定戦 第9位[67][68]
- 2020年 R-1ぐらんぷり 準々決勝進出（ますみ）[69] 3回戦進出（竹内）[70]
- 2021年 R-1グランプリ 準々決勝進出（ますみ、竹内）[71]
- 2022年 第52回 NHK上方漫才コンテスト 優勝[72]
- 2023年 グランドバトル 8月度 総合優勝
- 2023年 第12回 関西演芸しゃべくり話芸大賞 優勝
- 2023年 令和5年度NHK新人お笑い大賞 大賞[73]

## 出演

### テレビ
現在のレギュラー出演
- ごきげんライフスタイル よ〜いドン!（関西テレビ、2019年6月7日 - ） - 金曜日の「週末!ほし☆ガール」のコーナーとして不定期出演
- newsおかえり（ABCテレビ、2022年4月 - ）- 金曜スタジオパネラー「教えて!天才さん!?」コーナー担当
- 大阪ほんわかテレビ（読売テレビ、2023年6月9日 - ）
- ワチャラチャ忍忍（サンテレビ、2023年7月4日 - ）
- ラヴィット!（TBSテレビ、2023年8月11日 - ）- 水曜「ラヴィット!ランキング」内コーナー「しゃべくりクッキング」担当）

過去のレギュラー出演
- ウチのガヤがすみません!（日本テレビ） - 不定期出演
- ゆうドキッ!（奈良テレビ、2019年 - 2021年） - 不定期出演
- あさパラ!→あさパラS（読売テレビ、2019年 - 2025年）- 不定期出演
- バズ★ナイトナマー!（毎日放送、2020年10月 - 12月） - レギュラー出演
- ちょいバラ「ヴィーナスの数式」（ABCテレビ、2024年9月1日 - 9月29日）

特別番組
- 天才ピアニストのおばチャンピオン（日本テレビ、2023年6月27日）
- 天才ピアニストの100万円コント（読売テレビ、2023年12月11日）

### ラジオ
現在の出演番組
- 天才ピアニストのむぎゅっとぷくっと（ABCラジオ、2023年8月23日 - ）
- 天才ピアニストの今夜もグッジョブ（NHKラジオ第1、2023年11月23日・2024年3月30日・2024年10月1日 - ） - 2024年10月より火曜第1週・第2週のレギュラー放送

過去の出演番組
- ま〜ぶる!木曜日 天才ピアニストと澤武のせやけどアレやね（KBS京都ラジオ、2021年4月1日 - 2024年3月28日 ）
- 天才ピアニストのオールナイトニッポン0(ZERO)（ニッポン放送、2023年1月6日）

### 吹き替え
- リトル・マーメイド（2023年6月9日、ウォルト・ディズニー・ジャパン） - タミカ 役（ますみ / シエナ・キング）、村の女性 役（竹内）[78]

### CM
- 551蓬莱（2022年 - ）